# Вайтмарш-Айленд (Джорджія)
Вайтмарш-Айленд (англ. Whitemarsh Island) — переписна місцевість (CDP) в США, в окрузі Четем штату Джорджія. Населення — 6983 особи (2020).

## Географія
Вайтмарш-Айленд розташований за координатами 32°2′0″ пн. ш. 81°0′43″ зх. д. / 32.03333° пн. ш. 81.01194° зх. д. (32.033328, -81.011872).  За даними Бюро перепису населення США в 2010 році переписна місцевість мала площу 17,24 км², з яких 14,63 км² — суходіл та 2,60 км² — водойми.

## Демографія
Згідно з переписом 2010 року, у переписній місцевості мешкали 6792 особи в 2887 домогосподарствах у складі 1780 родин. Густота населення становила 394 особи/км².  Було 3239 помешкань (188/км²).
Расовий склад населення:
| - 82,6 % — білих - 8,5 % — чорних або афроамериканців - 6,1 % — азіатів - 0,1 % — корінних американців |

До двох чи більше рас належало 2,0 %. Частка іспаномовних становила 3,0 % від усіх жителів.
За віковим діапазоном населення розподілялося таким чином: 21,8 % — особи молодші 18 років, 67,1 % — особи у віці 18—64 років, 11,1 % — особи у віці 65 років та старші. Медіана віку мешканця становила 36,8 року. На 100 осіб жіночої статі у переписній місцевості припадало 92,5 чоловіків;  на 100 жінок у віці від 18 років та старших — 90,0 чоловіків також старших 18 років.
Середній дохід на одне домашнє господарство  становив 83 933 долари США (медіана — 57 378), а середній дохід на одну сім'ю — 110 423 долари (медіана — 72 917). Медіана доходів становила 60 673 долари для чоловіків та 44 505 доларів для жінок. За межею бідності перебувало 11,0 % осіб, у тому числі 9,4 % дітей у віці до 18 років та 3,4 % осіб у віці 65 років та старших.
Цивільне працевлаштоване населення становило 3484 особи. Основні галузі зайнятості: освіта, охорона здоров'я та соціальна допомога — 23,9 %, виробництво — 12,5 %, мистецтво, розваги та відпочинок — 10,2 %, науковці, спеціалісти, менеджери — 10,1 %.